# Dave Andreychuk
David John „Dave“ Andreychuk (* 29. September 1963 in Hamilton, Ontario) ist ein ehemaliger kanadischer Eishockeyspieler, der von 1982 bis 2006 für die Buffalo Sabres, Toronto Maple Leafs, New Jersey Devils, Boston Bruins, Colorado Avalanche und die Tampa Bay Lightning in der National Hockey League spielte.
Andreychuk gilt als einer der torgefährlichsten Spieler in der Geschichte der Liga auf der Position des Linksaußen. Lediglich Luc Robitaille und Brendan Shanahan haben jemals mehr Tore erzielt als Andreychuk, der in 1639 Begegnungen der regulären Saison 640 Tore erzielte und 1338 Scorerpunkte erreichte. Er hielt den NHL-Rekord für Tore in Überzahl-Situationen (274), bis er im Dezember 2021 von Alexander Owetschkin überholt wurde. Im Alter von 40 Jahren erreichte er in der Saison 2003/04 erstmals in seiner Karriere die Finalspiele um den Stanley Cup und gewann mit der Tampa Bay Lightning die prestigeträchtige Trophäe. Während seiner Zeit bei den Bolts war er zeitweise auch deren Mannschaftskapitän. 2017 wurde er mit der Aufnahme in die Hockey Hall of Fame geehrt.

## Karriere
In seiner zweiten Juniorensaison mit den Oshawa Generals in der Ontario Hockey League schaffte Andreychuk die 100-Punkte-Marke zu durchbrechen und das brachte ihm im NHL Entry Draft 1982 einen Platz in der ersten Runde ein. Die Buffalo Sabres wählten den körperlich starken Flügelstürmer an 16. Position aus. Er startete die kommende Saison wieder in Oshawa, ehe er zur Mitte der Saison in den NHL-Kader der Sabres berufen wurde.
Andreychuk hatte hier keine Anpassungsschwierigkeiten und spielte konstant als erfolgreicher Stürmer. Geschickt wusste er seine stämmige Statur einzusetzen, ohne hierbei unfair zu werden. In seinem ersten NHL-Spiel für die Sabres erzielte der Angreifer sein erstes Tor, als er Dan Bouchard, den Torwart der Québec Nordiques, überwand. Seine Rookiesaison beendete er mit 37 Punkten aus 43 Spielen, nachdem er ab März 1983 einige Spiele aufgrund eines verstauchten Knies verpasst hatte. Auch in der Saison 1984/85 blieb er nicht von Verletzungen verschont und nach einer Knieprellung zog er sich auch eine Fraktur des Schlüsselbeins zu. In den folgenden Jahren erlitt der Linksaußen immer wieder Verletzungen im Kniebereich, trotzdem hielt er seine Leistungen bei den Buffalo Sabres auf einem konstant hohen Level.
In seinen elf Spielzeiten mit den Sabres schaffte er es knapp mehr als einen Scorerpunkt pro Spiel im Schnitt zu erzielen, wobei fast die Hälfte der Punkte Tore waren. In den Playoffs blieb er mit dem Team hingegen erfolglos und kam nie über die zweite Runde hinaus. Ein Highlight war ein Spiel am 6. Februar 1986 bei den Boston Bruins, in dem Andreychuk fünf Tore erzielte. Nie hat ein Spieler im Trikot der Sabres mehr Tore in einem Spiel geschossen. 1990 wurde er erstmals fürs NHL All-Star Game nominiert und erzielte hierbei auch einen Treffer. In seinen letzten beiden Spielzeiten bei den Sabres von 1991 bis 1993 spielte Andreychuk gemeinsam mit Pat LaFontaine und Alexander Mogilny in einer Reihe.
Im Februar 1993 gaben die Sabres ihren langjährigen Stürmer zusammen mit Daren Puppa und einem Draftrecht, mit dem die Sabres Kenny Jönsson holten, an die Toronto Maple Leafs ab, um Grant Fuhr zu bekommen. Als Andreychuk die Sabres verließ, belegte er mit 804 Punkten aus 837 Spielen den zweiten Platz in der ewigen Scorerliste des Franchise. In Toronto war man gerade dabei um Doug Gilmour ein neues erfolgreiches Team aufzubauen und der torgefährliche Andreychuk passte hervorragend ins Konzept. Nach einer guten Restsaison, in der Andreychuk mit den Maple Leafs die Conference Finals erreichte, folgte 1993/94 seine erfolgreichste Saison. Mit 53 Toren und 99 Scorerpunkten war es die erfolgreichste Spielzeit eines Linksaußen im Trikot der Maple Leafs. Durch seine 53 Tore in der regulären Saison brach er den bisherigen Teamrekord für die meisten Tore eines Linksaußen, den zuvor Frank Mahovlich seit der Saison 1960/61 mit 48 Toren gehalten hatte. Im Januar 1994 nahm er zum zweiten Mal in seiner Karriere am NHL All-Star Game teil und war mit einem Tor und einer Torvorlage erfolgreich.
Zur Trade Deadline der Saison 1995/96 wurde er am 13. März 1996 im Austausch für zwei Draftpicks an die New Jersey Devils abgegeben. Auch hier verbrachte er mehr als drei Spielzeiten und spielte zeitweise gemeinsam mit Neal Broten und John MacLean in einer Reihe. Im April 1996 erreichte er innerhalb weniger Tage sowohl die Marke von 1000 Punkten in der NHL als auch den Meilenstein mit 1000 absolvierten NHL-Spielen. Im Juli 1999 unterschrieb er als Free Agent einen Kontrakt bei den Boston Bruins, bevor der Stürmer im März 2000 in einem Tauschhandel gemeinsam mit Ray Bourque für Brian Rolston, Martin Grenier, Samuel Påhlsson und einem Erstrunden-Wahlrecht für den NHL Entry Draft 2000 an die Colorado Avalanche abgegeben wurde. Zur Saison 2000/01 kehrte er zu den Buffalo Sabres zurück.
Im Juli 2001 entschied sich Dave Andreychuk zu einem Wechsel nach Florida, wo die Tampa Bay Lightning als zuvor wenig erfolgreiches Team spielten. Andreychuk brachte seine Erfahrung mit ein, um hier als Kapitän eine erfolgreiche Mannschaft aufzubauen. In der ersten Saison wurde die Teilnahme an den Playoffs verpasst, doch an der Seite des Routiniers reiften einige junge Spieler zu einem homogenen Team. In der zweiten Saison wurde die Endrunde erreicht und das Team überstand erstmals in der Vereinsgeschichte die erste Runde. Mit Spielern wie Vincent Lecavalier, Brad Richards, Cory Stillman und Martin St. Louis gelang es Andreychuk in seiner 23. NHL-Saison den Stanley Cup zu gewinnen. Dadurch stellte er den Rekord von Ray Bourque ein, der ebenfalls 22 Jahre Anlauf benötigte, um den Stanley Cup in seinen Händen halten zu dürfen. Mit einem Alter von 40 Jahren ist er seit dem 25. Mai 2004 der älteste Spieler in der Geschichte der Liga, der erstmals in seiner Karriere die Finalspiele um den Stanley Cup erreichte.
Nachdem die Bolts ihn im Januar 2006 auf die Waiverliste gesetzt hatten und der Stürmer von keinem Team ausgewählt worden war, beendete er seine Karriere.
In seiner Heimatstadt Hamilton wurde die Eishalle Mountain Arena nach ihm umbenannt (Dave Andreychuk Mountain Arena & Skating Centre). 2009 wurde er in die Buffalo Sabres Hall of Fame aufgenommen. Ferner wurde er 2017 in die Hockey Hall of Fame aufgenommen.

### International
Auf internationaler Ebene vertrat Andreychuk Kanada bei der U20-Junioren-Weltmeisterschaft 1983, bei der er in sieben Begegnungen elf Punkte erzielte und mit der Mannschaft die Bronzemedaille gewann. Drei Jahre später nahm er als Mitglied der kanadischen Auswahl an der Weltmeisterschaft 1986 teil und trug mit fünf Punkten aus zehn Spielen zum Gewinn der Bronzemedaille bei.

## Erfolge und Auszeichnungen
- 1990 Teilnahme am NHL All-Star Game
- 1994 Teilnahme am NHL All-Star Game
- 2004 Stanley-Cup-Gewinn mit den Tampa Bay Lightning
- 2017 Aufnahme in die Hockey Hall of Fame

### International
- 1983 Bronzemedaille bei der U20-Junioren-Weltmeisterschaft
- 1986 Bronzemedaille bei der Weltmeisterschaft

## Rekorde
NHL
- 274 Überzahltore (bis Dezember 2021; übertroffen von Alexander Owetschkin)

Team
- 5 Tore in einem Spiel mit den Buffalo Sabres (6. Februar 1986 bei den Boston Bruins)
- 99 Punkte als Linksaußen in einer Saison bei den Toronto Maple Leafs (53 Tore und 46 Vorlagen; NHL 1993/94)

## Karrierestatistik

### International
Vertrat Kanada bei:
- Junioren-Weltmeisterschaft 1983
- Weltmeisterschaft 1986

(Legende zur Spielerstatistik: Sp oder GP = absolvierte Spiele; T oder G = erzielte Tore; V oder A = erzielte Assists; Pkt oder Pts = erzielte Scorerpunkte; SM oder PIM = erhaltene Strafminuten; +/− = Plus/Minus-Bilanz; PP = erzielte Überzahltore; SH = erzielte Unterzahltore; GW = erzielte Siegtore; 1 Play-downs/Relegation; Kursiv: Statistik nicht vollständig)